# Tauric
Le Tauric est un cargo transporteur de bétail mis en service par la White Star Line en 1891. Construit par les chantiers Harland & Wolff de Belfast et précédé d'un mois par son jumeau, le Nomadic, il fait suite au succès du Cufic et du Runic qui pousse la compagnie à poursuivre son engagement dans le transport de bétail depuis les États-Unis. Lors de ses voyages au départ de Liverpool, le Nomadic transporte donc des marchandises, puis, depuis New York, il ramène en Angleterre de nombreuses bêtes.
Ses premiers mois de service sont troublés par plusieurs incidents, qui ne l'empêchent cependant pas de poursuivre sa carrière. Le 10 février 1895, il se porte au secours du Rialto, un navire faisant naufrage, et sauve ses passagers, ce qui vaut au capitaine du Tauric une récompense. Le navire sert la White Star jusqu'en 1903, date à laquelle son jumeau et lui sont cédés à la Dominion Line en échange de quatre paquebots récents. Dès 1904, le Tauric est renommé Welshman. En 1921, il est cédé à la Leyland Line, qui continue à l'exploiter jusqu'en 1929 avant de l'envoyer à la casse.

## Histoire

### Conception et construction
Au milieu des années 1880, la White Star Line abandonne l'exploitation de voiliers afin de se concentrer sur les navires à vapeur. Il lui est donc nécessaire de trouver de nouveaux secteurs d'activité. C'est finalement vers le transport de bétail en provenance des États-Unis qu'elle se tourne. Ce trafic est alors très attractif : en 1889, ce ne sont pas moins de 450 000 bêtes qui traversent ainsi l'Atlantique Nord. La pratique est néanmoins un peu plus ancienne et remonte à 1874, lorsqu'un premier cargo, l'Europe, a débarqué en Angleterre 370 têtes de bétail.
L'arrivée de la White Star dans ce commerce survient en 1888 avec l'entrée en service du Cufic, suivi un an plus tard par le Runic. La compagnie a alors un objectif : transporter à bord de ces navires des marchandises jusqu'en Amérique, et ramener du bétail lors du voyage du retour, dans les meilleures conditions possibles. Il n'est en effet pas rare sur les navires contemporains que les bêtes périssent à cause des conditions de voyage et des maltraitances, causant une perte financière au propriétaire. La White Star demande donc expressément aux capitaines de veiller à la bonne santé des animaux.
Les deux navires étant particulièrement profitables, la compagnie envisage rapidement d'en construire d'autres, plus imposants et sophistiqués. Un premier duo de navires est commandé pour 1891 : ce sont le Nomadic et le Tauric. Deux autres, le Naronic et le Bovic, sont prévus pour 1892. Mis en cale dans les chantiers Harland & Wolff de Belfast, constructeurs attitrés des navires de la compagnie, le Tauric est lancé près d'un mois après son jumeau, le 12 mars 1891. Deux mois plus tard environ, il est prêt et livré à la White Star.

### Carrière

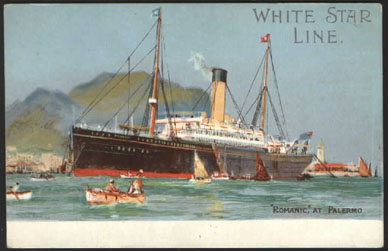
Le Romanic est l'un des navires de la Dominion Line obtenus par la White Star en échange du Nomadic et du Tauric.

Le 22 mai suivant, le Tauric effectue sa traversée inaugurale entre Liverpool et New York. Son rôle, comme pour tous les autres transporteurs de bétail de la White Star Line, est de transporter des marchandises (et, éventuellement, des animaux, par exemple des chevaux de course ou des bêtes de cirque) de Liverpool à New York, puis de ramener de grandes quantités de bétail en Angleterre. Ses premières années de carrière sont troublées. Ainsi, le 14 novembre 1891, le Tauric s'échoue au large de Sandy Hook, en partant pour Liverpool. Afin de le remettre à flot, il doit être allégé. La moitié des 800 bêtes qu'il transporte sont ainsi transférées sur le General McCullum, tandis qu'une partie de sa cargaison est déchargée sur un autre navire. Il faut 25 heures et cinq remorqueurs pour le dégager. Le même mois, le 28 novembre suivant, le Tauric heurte le Baltimore en naviguant sur la Mersey mais s'en tire sans dommages.
L'année suivante, le navire tord sa proue contre le vapeur Buenos Ayrean de l'Allan Line, toujours sur la Mersey, le 11 novembre 1892. L'année suivante, en mars, le Tauric tente de localiser un autre transporteur de la White Star, disparu depuis un mois, le Naronic. Les efforts de l'équipage, avec le travail permanent de vigies supplémentaires, ne permettent cependant pas de localiser le navire. Le Tauric permet également à la presse d'envisager que le Naronic ait pu être saboté. En effet, une rumeur éclate, selon laquelle des explosifs auraient été retrouvés à son bord. Un poseur de bombe aurait donc pu tenter de s'en prendre aux transporteurs de bétail de la White Star aurait donc réussi son entreprise sur le Naronic. L'hypothèse tombe toutefois rapidement à l'eau lorsqu'il est révélé que les explosifs du Tauric étaient en réalité quelques fusées de feu d'artifice transportées dans sa cargaison...
Le 30 janvier 1895, alors qu'il se trouve dans le port de Liverpool, le Tauric est victime d'un incendie déclenché dans une de ses cales par de mauvais câblages électriques. Pour maîtriser les flammes, l'équipage doit percer un trou dans le pont supérieur afin de faire passer une lance à eau. L'incendie est éteint, mais le chef électricien du navire meurt étouffé dans l'opération et la cargaison sort fortement endommagée. Quelques semaines plus tard, le 10 février, le Tauric vient au secours du Rialto, en train de couler. Quatorze vies sont ainsi sauvées, et une association new-yorkaise fait offrir une médaille au capitaine, William Jones
En 1903, la White Star est tout juste intégrée à l'International Mercantile Marine Co. (IMM), trust fondé par John Pierpont Morgan et regroupant plusieurs compagnies maritimes britanniques et américaines. Afin d'optimiser l'utilisation des navires, une importante entreprise de réorganisation est lancée. C'est ainsi que les lignes de Boston et du Canada exploitées par des paquebots de la Dominion Line sont désormais exploitées par la White Star. Pour ce faire, elle reçoit également quatre navires récents de la compagnie, qui deviennent le Romanic, le Cretic, le Republic et le Canopic. En échange, la White Star Line cède le Nomadic et le Tauric (ainsi que le Germanic, quelques années plus tard), ce qui reste une piètre compensation.
Le Tauric effectue son premier voyage pour sa nouvelle compagnie le 12 mars 1903, entre Liverpool et Portland. Dès 1904, le Tauric est renommé Welshman (dans le même temps, le Nomadic devient le Cornishman), et aucun détail n'est connu sur l'exploitation qu'en fait la Dominion Line durant plus de quinze années, ni sur son éventuel service durant la Première Guerre mondiale. En 1921, les deux navires sont transférés à une autre compagnie de l'IMM, la Leyland Line, mais ne changent pas de nom ni de fonction. La Dominion Line est alors en voie de disparition, ses lignes et navires étant progressivement absorbées par ses compagnies sœurs. Après huit ans de service pour sa nouvelle compagnie, le Welshman est jugé trop âgé et inutile, et envoyé à la casse sur le Firth of Forth en 1929.

## Caractéristiques
Le Tauric mesure 140,5 mètres sur 15 et jauge 5 728 tonneaux, ce qui en fait un navire nettement plus imposant que le Cufic et le Runic qui le précèdent de quelques années. Il est cependant légèrement plus petit (d'une vingtaine de tonneaux) que son jumeau, le Nomadic. Tous deux sont très rapidement dépassés, dès 1892, par le Naronic et le Bovic qui jaugent eux-mêmes près de mille tonneaux de plus.
De façon générale, le Tauric et sont jumeau sont un développement du concept établi par les chantiers Harland & Wolff en 1888 avec le Cufic. Fonctionnel, le Tauric est destiné à transporter un millier de bêtes. L'évolution principale concerne sa propulsion. Il dispose en effet de deux hélices, et non d'une seule comme ses prédécesseurs. C'est une avancée notable dans la mesure où le navire n'est plus à la merci d'une panne qui l'immobiliserait totalement (ceci explique également que ses quatre mâts ne disposent pas de voile). Les hélices sont alimentées par des machines à triple expansion, et propulsent le navire à 13 nœuds : le transport de bétail ne nécessite pas de record de vitesse, la régularité et la sécurité restant la priorité.